# Julieta Venegas
Julieta Venegas született: Julieta Venegas Percevault (Kalifornia, Long Beach, 1970. november 24. –) Grammy-díjas és kétszeres Latin Grammy-díjas mexikói énekesnő.

## Nagylemezei
- Aquí – 1998
- Bueninvento – 2000
- Sí – 2003
- Sí (Edición Especial) – 2005
- Limón y Sal – 2006
- MTV Unplugged - 2008
- Otra Cosa - 2010

## Kislemezei
- De Mis Pasos – 1997
- Cómo Sé – 1997
- Sería Feliz – 2000
- Hoy No Quiero – 2000
- Andar Conmigo – 2003
- Lento – 2004
- Algo Está Cambiando – 2004
- Oleada – 2005
- Me Voy – 2006
- Limón y Sal – 2006
- Eres Para Mí – 2007
- Primer Día – 2007
- El Presente - 2008
- Algún Día - 2008
- Bien o Mal - 2010